# Jürgen Piepenburg
Jürgen Piepenburg (* 10. Juni 1941 in Schöningsburg, Landkreis Pyritz in Pommern; † 7. März 2025) war ein deutscher Fußballspieler in der Oberliga, der ehemals höchsten Fußballklasse des DDR-Fußballverbandes. Dort spielte er für Vorwärts Berlin/Frankfurt (Oder), mit dem er dreimal Meister und einmal Pokalsieger wurde. Später arbeitete er als Trainer in diesem Sport.

## Sportliche Laufbahn

### BSG-/ASG-/Club-Stationen
Jürgen Piepenburg, der in der Zeit des 2. Weltkrieges in einer Ortschaft nahe Prillwitz in Hinterpommern geboren wurde, begann seine Laufbahn als Fußballspieler bei der Betriebssportgemeinschaft Traktor in der vorpommerschen Kleinstadt Franzburg. 1963 kam er vom zweitklassigen DDR-Ligisten ASG Vorwärts Cottbus zum zentralen Sportclub der Nationalen Volksarmee, dem Oberligisten ASK Vorwärts Berlin. In der Saison 1965/66 erkämpfte sich der 1,77 Meter große etatmäßige Linksaußen-Stürmer mit der DDR-Meisterschaft seinen ersten Titel im Männerbereich. Zu diesem Erfolg hatte er mit 22 von 26 möglichen Punktspielen und sechs Toren beigetragen. In der Saison 1966/67 war er neben Paul Van Himst mit sechs Toren erfolgreichster Torschütze des Europapokals der Landesmeister.
1969 errang er mit dem inzwischen aus dem ASK ausgegliederten FC Vorwärts Berlin seinen zweiten Meistertitel, er hatte diesmal erneut 22 Punktspiele absolviert, war aber mit zwölf Treffern bester Torschütze seiner Mannschaft geworden. Piepenburgs dritter Titel war der Gewinn des DDR-Fußballpokals 1970. Am 13. Juni stand er mit dem FC Vorwärts als Linksaußen im Endspiel gegen 1. FC Lok Leipzig, das die Berliner mit 4:2 gewannen. Im Sommer 1971 musste Piepenburg mit dem FC Vorwärts nach Frankfurt (Oder) umziehen, wo die Armeefußballer künftig als FC Vorwärts Frankfurt/O. antraten. Dort war Piepenburg noch bis 1975 aktiv und beendete danach seine Fußballkarriere in der DDR-Oberliga. Für die Armeemannschaft hatte er in Berlin und in Frankfurt 236 Oberliga-Punktspiele absolviert und dabei 79 Tore erzielt. In 22 Europapokalpartien traf er elfmal. Diese elf Tore gelangen ihm im ausschließlich Europapokal der Landesmeister und stellen in diesem Wettbewerb die Rekordzahl im DDR-Fußball dar.

### Auswahleinsätze
Seine Torgefährlichkeit in der gelb-roten Spielerausrüstung der Vorwärtsmannschaften bescherte ihm vor und nach seinem Wechsel von Cottbus nach Ost-Berlin Auswahlberufungen. In den beiden Spielen für die Nachwuchself der DDR im Jahr 1964 konnte sich Piepenburg aber nicht als Torschütze auszeichnen.

## Trainerlaufbahn
Nach seiner Karriere als Spieler wurde Jürgen Piepenburg, der an der Leipziger Sporthochschule DHfK ein Sportlehrerstudium absolviert hatte, Trainer. Unter anderem 1984 bis 1988 bei der ASG Vorwärts Dessau und nach der Wende beim VfB Fortuna Biesdorf. Seinen größten Erfolg feierte er mit dem SV Germania 90 Schöneiche, mit dem er 2004 den Brandenburgischen Landespokal gewann und deshalb mit dem Verein in der ersten Runde des DFB-Pokal 2004/05 antreten durfte. Nachdem er im Mai 2005 bei Germania Schöneiche entlassen worden war, übernahm er das Traineramt beim BFC Dynamo. Dieses Amt musste er aber schon nach drei Spieltagen in der Oberliga-Saison 2005/06 nach dem 0:8-Debakel beim Ligakonkurrenten 1. FC Union Berlin aufgeben.